# Kazimierz Stawiński

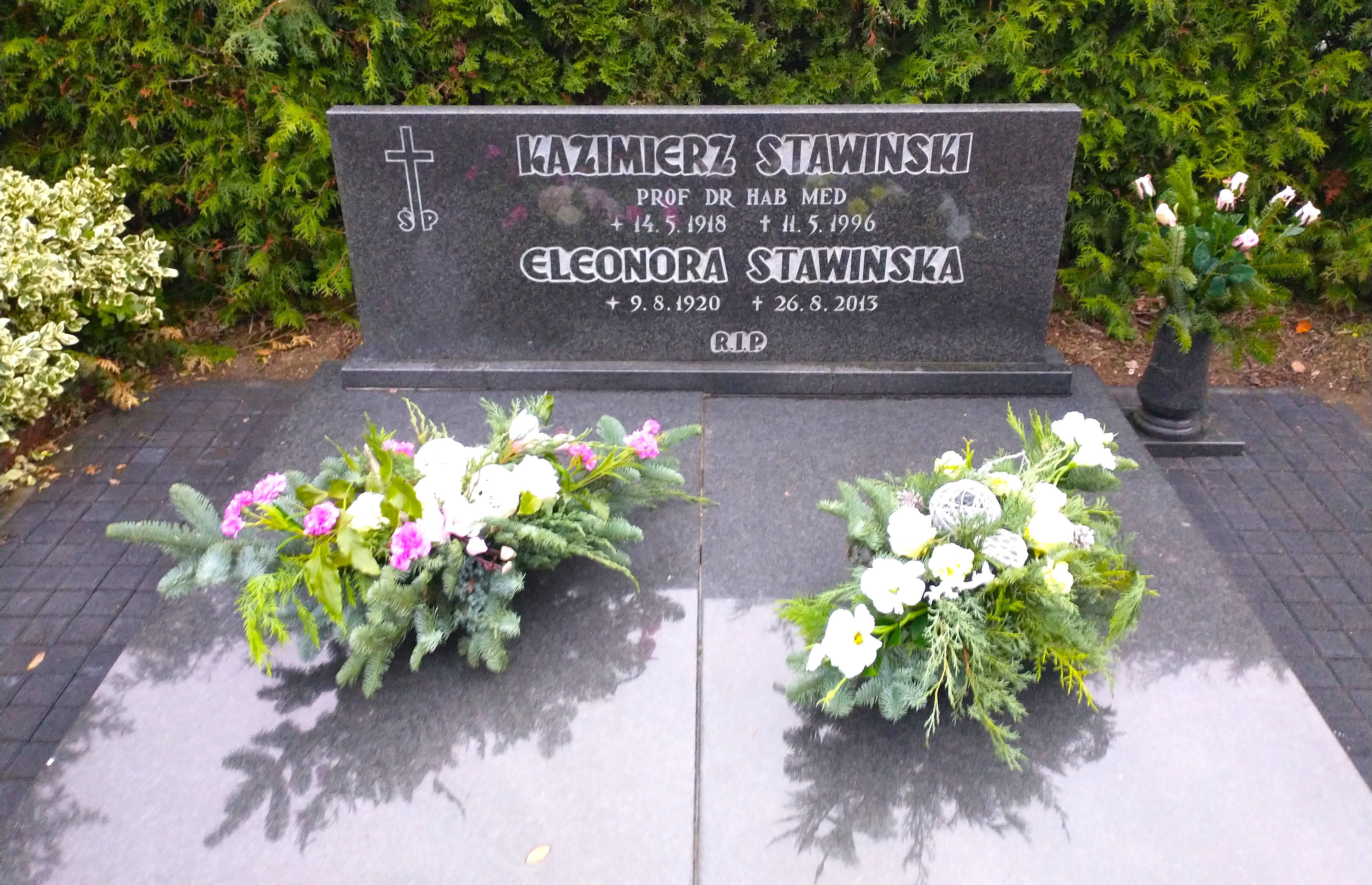
Grób na cmentarzu junikowskim

Kazimierz Mieczysław Stawiński (ur. 14 maja 1918 w Zagłębiu Dąbrowskim, zm. 11 maja 1996) – polski lekarz, stomatolog, profesor.

## Życiorys
W 1938 ukończył Państwowe Gimnazjum Klasyczne w Mysłowicach, a w 1939 Szkołę Podchorążych w Częstochowie. Był uczestnikiem kampanii wrześniowej w stopniu kaprala podchorążego (od Częstochowy poprzez Lubliniec i Kutno do Warszawy). Był więziony w Oflagu IIC Woldenberg w Dobiegniewie, gdzie  ukończył 5-miesięczny kurs dentystyczny w 1944. Po zakończeniu wojny studiował w Studium Lekarsko-Dentystycznym Wydziału Lekarskiego Uniwersytetu Poznańskiego, gdzie uzyskał dyplom w 1949 i kontynuował studia na Wydziale Lekarskim Akademii Medycznej w Poznaniu. Ukończył je w 1951. Od 1948 pracował jako młodszy asystent na Wydziale Lekarskim Uniwersytetu Poznańskiego. W 1951 uzyskał dyplom doktora medycyny dentystycznej (praca zatytułowana „Ochrona żywotności miazgi u dzieci metodą pośredniego pokrywania”). Habilitował się pracą „O możliwościach rozszerzenia wskazań do utrzymania żywotności miazgi zęba” i uzyskał stanowisko docenta. Profesorem nadzwyczajnym został w 1966, a zwyczajnym profesorem nauk medycznych w 1976. Od 1953 do 1969 był prodziekanem Oddziału Stomatologicznego Wydziału Lekarskiego Akademii Medycznej w Poznaniu. Tworzył i kierował do emerytury w 1988 pierwszą polską Samodzielną Pracownią Stomatologii Przemysłowej (potem Zakład Chorób Błony Śluzowej i Stomatologii Przemysłowej).
Od 1956 współpracował z „Czasopismem Stomatologicznym” i był członkiem rozszerzonego komitetu redakcyjnego tego pisma, jak również przez 22 lata redaktorem naczelnym. Od 1962  był tez członkiem kolegium redakcyjnego „Parodontologii Polskiej”, a od 1972 był redaktorem działu w „Czasopiśmie Stomatologicznym”.
Pełniąc funkcję kierownika Katedry i Zakładu Stomatologii Zachowawczej poznańskiego Uniwersytetu Medycznego wypromował dziewięciu doktorów nauk medycznych, jak również był opiekunem dwóch habilitacji: Marii Kobylańskiej oraz Lesława Wójciaka (obie w 1967).